# Jiwone Lee
Jiwone Lee (ur. 1974 w Seulu) – polonistka, znawczyni literatury rosyjskiej oraz historyk sztuki.

## Życiorys
Jiwone Lee urodzona w 1974 roku w Seulu (w Korei Południowej). Studiowała polonistykę i literaturę rosyjską na wydziale polonistyki na Uniwersytecie Hankuk Języków Obcych w Seulu – HUFS (Hankuk University of Foreign Studies) (dyplom:1996) oraz historię sztuki na Uniwersytecie Jagiellońskim w Krakowie (praca mgr. 2000, pod kierunkiem prof. Wojciecha Bałusa, temat pracy: Sztuka dla dziecka – Polska ilustracja książek dziecięcych w latach 50. i 60.), następnie na Uniwersytecie im. Adama Mickiewicza w Poznaniu obroniła doktorat (2008) na temat polskiej szkoły ilustracji pod kierunkiem prof. Piotra Piotrowskiego.

## Dydaktyka
Jest wykładowczynią na HUFS – Hankuk University of Foreign Studies (na polonistyce) oraz w Illustration Dept. University of Seoul, Graduate School (wykłada historię ilustracji), a w latach 2000–2002 była również wykładowczynią na UAM w Poznaniu.
Oprócz pracy dydaktycznej zajmuje się historią ilustracji, pisaniem dla dzieci, redagowaniem książek obrazkowych, a przede wszystkim popularyzacją kultury polskiej jako przedstawiciel/animator wydarzeń kulturalnych w Polsce czy Korei oraz tłumaczka. Wraz z prof. Cheong Byung-kwonem, dr Oh Kyung Gen i dr Esterą Czoj przetłumaczyła Pana Tadeusza Adama Mickiewicza. Każda z osób przekładała trzy księgi. Samo tłumaczenie zajęło trzy miesiące, natomiast prace związane z redagowaniem, wprowadzaniem korekt i poprawek pochłonęło rok. Książka otrzymała Nagrodę Koreańskiego Ministerstwa Edukacji w 2006 r. Indywidualnie przełożyła i wprowadziła na koreański rynek pięć polskich książek dla dzieci oraz jedną z własnym tekstem w opracowaniu graficznym Iwony Chmielewskiej. W 2003 r. w Bolonii na Międzynarodowych Targach Książki, wraz z Grażyną Lange, Marią Ryll i Kateriną Busshoff prezentowała książkę polską dla dzieci i jej ilustratorów jako temat panelowy.

## Osiągnięcia polonistyczne
Na UJ w Krakowie w 2000 r. obroniła pracę magisterską na temat polskiej ilustracji książek dziecięcych pt. Sztuka dla dziecka. Polska ilustracja książek dziecięcych w latach 50. I 60. Jiwone Lee skontaktowała się z rodziną jednego z ilustratorów tamtych lat – Janusza Grabiańskiego, ponieważ jego siostrzeniec miał mieszkanie w tym samym bloku.
Stopień doktora uzyskała w 2008 r. na podstawie pracy poświęconej polskiej szkole ilustracji na Uniwersytecie im. Adama Mickiewicza w Poznaniu.

## Publikacje
- Polskie książki dziecięce dla czytelników koreańskich, „Postscriptum Polonistyczne” 2010, nr 2 (6).

Książki Iwony Chmielewskiej wydane przez Jiwone Lee w Korei:
- O wędrowaniu przy zasypianiu, 2004, Nonjang,
- Myśl, 2004, Nonjang,
- Laseczka/Skrzyneczka, 2004,
- Myślące KiukNiunDigd: alfabety koreańskie, 2005, Nonjang,
- Thinking ABC, 2006, Nonjang,
- Myślące 1, 2, 3, 2008, Nonjang,
- Dwoje ludzi, 2008, Sakyejul,
- Czy połowa pełna, czy połowa pusta?, 2008, Nonjang,
- Bium: Room in the heart, 2009, Agibooks, tekst: Youngwon Kwak,
- Dzień dobry, Europo!, 2010, Borimpress,
- Dom duszy, 2010, Changbi, tekst: Heekyoung Kim,
- Kłopot, 2010, Nonjang,
- Cztery strony czasu, 2010, Sakyejul.

Art-direction:
- Redagowanie książek dotykowo-braillowych dla dzieci niewidomych,
- Touch the tree, tekst i ilustr. Hyesung Song, 2008, Changbi.

## Tłumaczenia
Jiwone Lee wprowadziła na koreański rynek dwie książki dla dzieci: Sen, który odszedł (tekst: Anna Onichimowska, ilustr.: Krystyna Lipka-Sztarbałło) (2006, Munhakdongne), Dobry potwór nie jest zły (tekst: Anna Onichimowska, ilustr.: Maria Ekier) (2004, Changbi).
Ma na swoim koncie pięć książek autorskich z Iwoną Chmielewską, które zostały wydane w Korei, a jedna z nich, O wędrowaniu przy zasypianiu została wydana później, w 2006 r. w Polsce.
Inne książki polskie albo z polskimi ilustracjami, które Jiwone Lee wprowadziła na koreański rynek:
- Dynastia Miziołków (tekst: Joanna Olech, 2008, Munhakdongne),
- Malarz rudy jak cegła (tekst i ilustr.: Janusz Stanny, 2010, Yeoyudang),
- O królu Dardanelu (tekst i ilustr.: Janusz Stanny, 2010, Yeoyudang).

Współpraca z polskimi ilustratorami, art-direction etc.:
- Mapy mówią do mnie, tekst: Heekyung Kim, ilustr. Krystyna Lipka-Sztarbałło (2009, Nonjang),
- Little Viking, tekst i ilustr.: Krystyna Lipka-Sztarbałło (2008, Yeowon Media),
- Hay-on-Wye, ilustr.: Anna Ładecka (2007, Yeowon Media),
- Bium: Room in the heart tekst: Youngwon Kwak, ilustr.: Iwona Chmielewska (2009, Agibooks)
- A. Onichimowska, Dobry potwór nie jest zły z ilustr. Marii Ekier (2004, Changbi).
- J. Korczak, Król Maciuś I, ilustr.: K. Lipka-Sztarbałło.
- A. Mickiewicz, Pan Tadeusz (tłum. wraz z: Cheong Byung Gwon, Oh Kyung Gen, Estera Czoj).
- M. Musierowicz, Opium w rosole.

Tłumaczenia z literatury światowej:
- W. Makepeace Thackeray, Pierścień i róża, ilustr.: A. Sędziwy, 2006.
- R. Briggs, The Man, tekst i ilustr., 2005, Nonjang.
- M. Zinnerová, Księżniczka z królestwa czereśnego, ilustr. M. Richterová, 2006, Munhakdonne.
- P. Pullman, I was a rat!, ilustr. P. Bailey, 2008, Nonjang.
- P. Pullman, Count Karlstein, 2008, Nonjang.
- S. Tann, Tales from outer suburbia, 2009, Sakyejul.
- C. Thompson, How to live forever, 2010, Nonjang.